# Anja Balschun

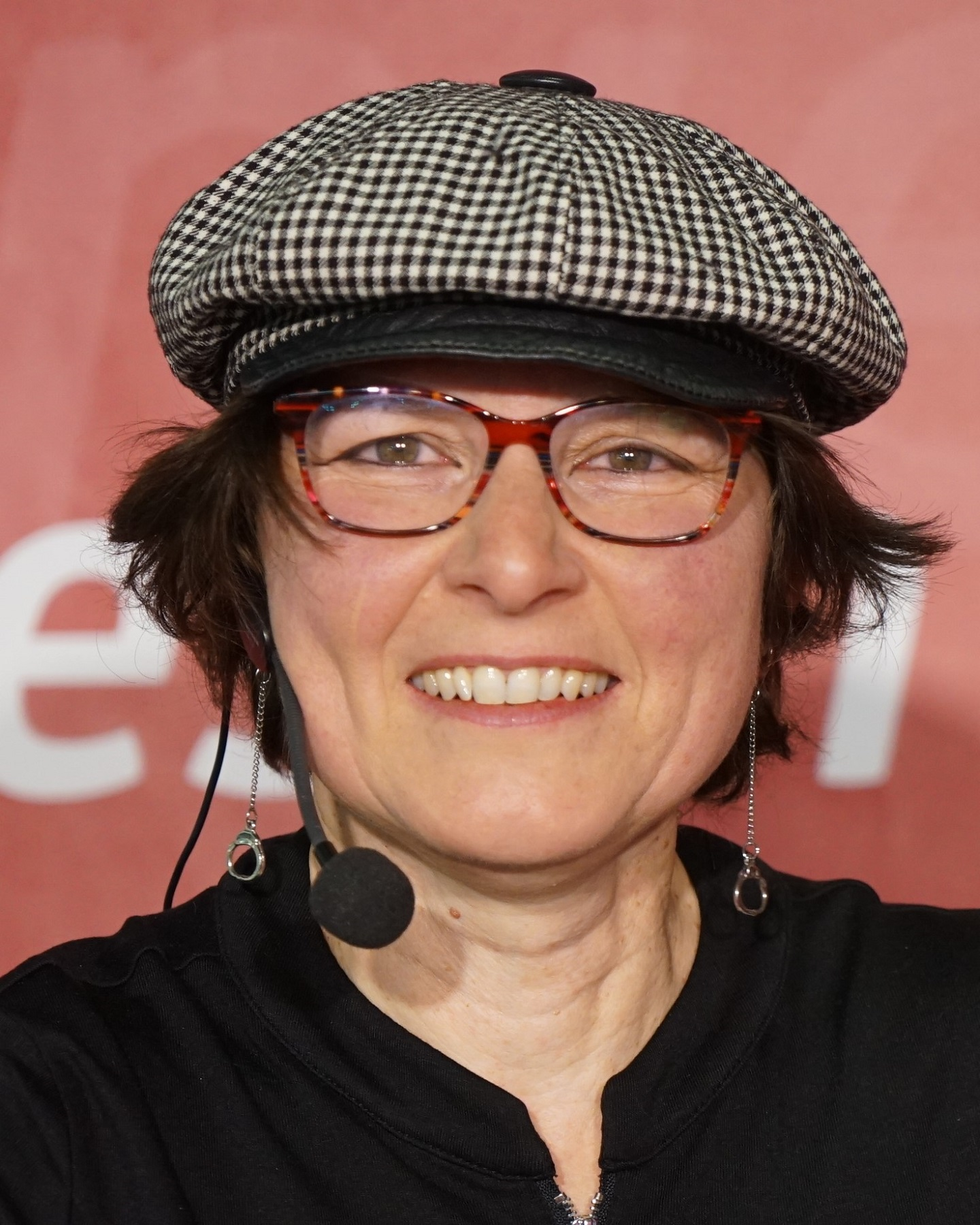
Anja Balschun (2021)

Anja Balschun (* 1966 in Koblenz) ist eine deutsche Schriftstellerin und Krimiautorin.

## Leben und Werk
Anja Balschun wurde 1966 geboren. Sie absolvierte ein Studium zur Diplom-Verwaltungswirtin (FH) und ist im Umweltamt der Stadt Koblenz tätig.
Ihre Kurzgeschichte Pikkolo wurde 2002 in der Anthologie des Literaturwettbewerbs von Lotto Rheinland-Pfalz veröffentlicht. Nach weiteren Erfolgen veröffentlichte Balschun 2010 mit Nonnen(m)orden anders! ihren ersten Kriminalroman mit den Koblenzer Kommissaren Jana und Achim. Eine zweite Reihe Erst beschatten, dann bestatten mit bisher drei Krimis spielt in Linz am Rhein. Mit Geschichten in „Kowelenzer Mundart“ ist sie regelmäßig im Weihnachtsprogramm der Großen Koblenzer Karnevalsgesellschaft vertreten.
Balschun lebt in ihrer Heimatstadt Koblenz.

## Werke
Krimis der Koblenzer Reihe:
- Nonnen(m)orden anders! Kontrast-Krimi, Pfalzfeld 2010.
- Flaschenkinder. Kontrast-Krimi, Pfalzfeld 2011.
- Dunkelgeld. Kontrast-Krimi, Pfalzfeld 2012.
- Statt-Theater. Kontrast-Krimi, Pfalzfeld 2013.
- Öko-Schwein. Kontrast-Krimi, Pfalzfeld 2014.
- R(h)einfahrt in den Tod. Kontrast-Krimi, Pfalzfeld 2016.
- Narrensicher in den Tod. Kontrast-Krimi, Pfalzfeld 2018.

Krimis der Reihe Erst beschatten, dann bestatten :
- Ein Nachmittagstod. Kontrast-Krimi, Pfalzfeld 2015.
- Die rheinischen Disharmonists. Kontrast-Krimi, Pfalzfeld 2017.
- Der innere Esel. Kontrast-Krimi, Pfalzfeld 2019.

Kurzkrimi:
- Geschenk verzweifelt gesucht. In: Manu Wirtz (Hrsg.): Nix zu verlieren. Kurzkrimis. Brighton, Framersheim 2015.

Theaterstücke:
- Geld oder Börse. „Theater Mittelrhein“ in Urbar, 2017
- Nonnen(m)orden anders! Theatergruppe „Die Findlinge“.